# Heinz Weißflog
Heinz Weißflog (* 21. März 1923 in Bernsbach) war ein deutscher Fußballspieler. Für den Bremer SV und Wismut Aue spielte er in den 1940er und 1950er Jahren Erstligafußball.

## Sportliche Laufbahn
Nach dem Ende des Zweiten Weltkriegs war Heinz Weißflog aktiv an der Wiederbelebung des Fußballsports in seiner Heimatstadt Bernsbach und in Aue beteiligt. In der Saison 1948/49 spielte er für den Bremer SV in der Fußball-Oberliga Nord, eine der fünf höchsten Fußball-Ligen in der späteren Bundesrepublik. Hauptsächlich als Läufer aufgeboten bestritt er lediglich sechs Punktspiele und war einmal als Torschütze erfolgreich.
Mit Beginn der Saison 1950/51 schloss sich Weißflog der in der zweitklassigen DDR-Liga spielenden BSG Wismut Aue an. Mit ihr bestritt er alle 18 Punktspiele als linker Außenläufer und war somit am Aufstieg in die DDR-Oberliga beteiligt. In seiner ersten Oberligaspielzeit war Weißflog auf seiner gewohnten Position wieder Stammspieler, fehlte allerdings bei den 36 ausgetragenen Ligaspielen neunmal. Weiterhin linker Läufer spielend kam Weißflog 1952/53 bei 32 Oberligaspielen in 30 Partien zum Einsatz. Am Saisonende stand Aue mit Dynamo Dresden punktgleich an der Oberligatabelle, sodass ein Entscheidungsspiel ausgetragen werden musste. Die BSG Wismut verlor die Begegnung mit ihrem linken Läufer Weisflog mit 2:3 n. V. 1953/54 absolvierte Heinz Weißflog seine letzte Saison im höherklassigen Fußball. Er begann wieder auf seiner Läuferposition, die er durchgehend sechs Spieltag bekleidete. Anschließend musste er acht runden pausieren. Anschließend kam er bis zum Saisonende noch in 14 Oberligaspielen zum Einsatz, in denen er nun als linker Verteidiger aufgeboten wurde.
Nach 79 Oberligaeinsätzen und 18 DDR-Liga-Spielen, in denen er nie ein Tor erzielte, beendete Heinz Weißflog 32-jährig seine Laufbahn als Leistungssportler.